# Copa d'Europa de Futbol ConIFA
La Copa d'Europa de Futbol ConIFA és un torneig internacional de futbol a nivell europeu organitzat per ConIFA, una associació que agrupa els estats, les minories, els pobles sense estat i les regions no afiliades a la FIFA ni a la UEFA, i que se celebra cada dos anys (anys senars).

## Història

### Hongria 2015
El juny de 2014 ConIFA va anunciar que organitzaria la primera edició d'una Copa d'Europa de futbol. Tres associacions van presentar-se per al procés de selecció per albergar el torneig: la de Abkhàzia, la d'Illa de Man i la de la República d'Artsakh. L'Illa de Man va ser anunciada com a amfitriona el 6 d'agost. No obstant això, el març de 2015, es va anunciar que per qüestions de logística finalment seria el País Székely qui hostatjaria el torneig, que es disputaria a Hongria. El torneig el va guanyar la selecció de Padània per 4-1 a la final contra la selecció del Comtat de Niça.

### Xipre del Nord 2017
El gener de 2017 ConIFA va anunciar, a través del seu compte oficial de Twitter, que l'edició 2017 de la Copa d'Europa de futbol ConIFA es duria a terme al Xipre del Nord. El campionat comptaria amb 8 equips, 2 més que el 2015. El torneig el va tornar a guanyar Padània, guanyant en la final a la selecció de Xipre del Nord a la tanda de penals.

### Artsakh 2019
L'agost del 2018, ConIFA va anunciar que l'edició del 2019 de la Copa Europea es duria a terme a la República d'Artsakh i que comptaria amb la participació de 12 equips, 4 més que el 2017. No obstant això, finalment es va modificar a 8 equips després de la retirada de 4 federacions. El torneig el va guanyar Ossètia del Sud, guanyant a la final la selecció d'Armènia Otomana per 1-0.

## Edicions
| Any          | Amfitrió       | Campió                                                                          | Resultat                                                                        | Subcampió                                                                       | Tercer lloc                                                                     | Resultat                                                                        | Quart lloc                                                                      | Núm. d'equips |
| ------------ | -------------- | ------------------------------------------------------------------------------- | ------------------------------------------------------------------------------- | ------------------------------------------------------------------------------- | ------------------------------------------------------------------------------- | ------------------------------------------------------------------------------- | ------------------------------------------------------------------------------- | ------------- |
| 2015 Detalls | Debrecen       | Padània                                                                         | 4–1                                                                             | Comtat de Niça                                                                  | Illa de Man                                                                     | 1–1 (5–3 p)                                                                     | Alta Hongria                                                                    | 6             |
| 2017 Detalls | Xipre del Nord | Padània                                                                         | 1–1 (3–2 p)                                                                     | Xipre del Nord                                                                  | País Székely                                                                    | 3–1                                                                             | Abkhàzia                                                                        | 8             |
| 2019 Detalls | Artsakh        | Ossètia del Sud                                                                 | 1-0                                                                             | Armènia Otomana                                                                 | Abkhàzia                                                                        | 0-0 (5-4 p)                                                                     | Cameria                                                                         | 8             |
| 2022 Detalls | Comtat de Niça | Cancel·lada a causa de la pandèmia de COVID-19                                  | Cancel·lada a causa de la pandèmia de COVID-19                                  | Cancel·lada a causa de la pandèmia de COVID-19                                  | Cancel·lada a causa de la pandèmia de COVID-19                                  | Cancel·lada a causa de la pandèmia de COVID-19                                  | Cancel·lada a causa de la pandèmia de COVID-19                                  | 12            |
| 2023 Detalls | Xipre del Nord | Cancel·lada a causa dels terratrèmols de Turquia, Síria i el Kurdistan del 2023 | Cancel·lada a causa dels terratrèmols de Turquia, Síria i el Kurdistan del 2023 | Cancel·lada a causa dels terratrèmols de Turquia, Síria i el Kurdistan del 2023 | Cancel·lada a causa dels terratrèmols de Turquia, Síria i el Kurdistan del 2023 | Cancel·lada a causa dels terratrèmols de Turquia, Síria i el Kurdistan del 2023 | Cancel·lada a causa dels terratrèmols de Turquia, Síria i el Kurdistan del 2023 | 12            |

## Palmarès
| Club            | Títols | Subcamp. | Anys dels campionats |
| --------------- | ------ | -------- | -------------------- |
| Padània         | 2      | 0        | 2015, 2017           |
| Ossètia del Sud | 1      | 0        | 2019                 |
| Armènia Otomana | 0      | 1        | 2019                 |
| Comtat de Niça  | 0      | 1        | 2015                 |
| Xipre del Nord  | 0      | 1        | 2017                 |